# Hinton Blewett
Hinton Blewett est un village et une paroisse civile du Somerset, en Angleterre. Il est situé dans l'autorité unitaire de Bath and North East Somerset, à 8 kilomètres au nord de la ville de Wells.

## Démographie
Au recensement de 2011, la paroisse civile de Hinton Blewett comptait 308 habitants.